# Peter Hintze
Peter Hintze (ur. 25 kwietnia 1950 w Bad Honnef, zm. 26 listopada 2016 w Wuppertalu) – niemiecki polityk, teolog ewangelicki i duchowny, w latach 1990–2016 deputowany do Bundestagu, w latach 1992–1998 sekretarz generalny Unii Chrześcijańsko-Demokratycznej (CDU), w latach 2013–2016 wiceprzewodniczący Bundestagu.

## Życiorys
Po zdaniu egzaminu maturalnego w 1968 roku studiował teologię ewangelicką w Bonn i Wuppertalu. W latach 1977–1979 odbył wikariat zakończony drugim egzaminem teologicznym. Następnie pracował jako pastor pomocniczy, a od 1980 do 1983 jako duszpasterz parafialny w Königswinter.
W 1968 wstąpił do CDU. W latach 1972–1974 był wiceprzewodniczącym federalnym organizacji studenckiej Ring Christlich-Demokratischer Studenten (RCDS). Od 1975 do 1979 zasiadał w radzie miejskiej w Bad Honnef.
Od stycznia 1984 do grudnia 1990 pełnił funkcję federalnego pełnomocnika ds. służby cywilnej. W 1990 został przewodniczącym Ewangelickiego Zespołu Roboczego CDU/CSU. W 1990 po raz pierwszy uzyskał mandat deputowanego do Bundestagu. W kolejnych wyborach w 1994, 1998, 2002, 2005, 2009 i 2013 skutecznie ubiegał się o reelekcję.
Od stycznia 1991 do kwietnia 1992 był parlamentarnym sekretarzem stanu w Federalnym Ministerstwie ds. Kobiet i Młodzieży. 27 kwietnia 1992 objął stanowisko sekretarza generalnego CDU, które sprawował do listopada 1998. Po zakończeniu tej funkcji został wybrany do władz Fundacji Konrada Adenauera, w których zasiadał do 2016 roku.
W okresie 1998–2005 był rzecznikiem CDU/CSU ds. europejskich oraz przewodniczącym grupy roboczej ds. Unii Europejskiej w Bundestagu. W 2001 został wiceprezydentem Chrześcijańsko-Demokratycznej Międzynarodówki, a od 2002 do 2016 pełnił także funkcję wiceprzewodniczącego Europejskiej Partii Ludowej oraz wiceprzewodniczącego Międzynarodowej Unii Demokratycznej.
W listopadzie 2005 został mianowany parlamentarnym sekretarzem stanu w Federalnym Ministerstwie Gospodarki i Technologii. Od 2007 pełnił także funkcję koordynatora rządu federalnego ds. przemysłu lotniczego i kosmicznego. W 2006 objął przewodnictwo nadreńsko-westfalskiej grupy regionalnej CDU/CSU w Bundestagu. Wszystkie te funkcje sprawował do października 2013.
22 października 2013 został wybrany na stanowisko wiceprzewodniczącego Bundestagu. Urząd ten pełnił do śmierci 26 listopada 2016.